# بوينت دي زينال
بوينت دي زينال (بالإنجليزية: Pointe de Zinal)‏ هو أحد جبال سلسلة جبال الألب بينيني ويقع في كانتون فاليز في سويسرا. يحتل المرتبة رقم 40 في قائمة جبال سويسرا من حيث الارتفاع، إذ يبلغ ارتفاعه حوالي 3789 متر، بينما يبلغ ارتفاع نتوء الجبل 301 متر، هذا وقد سجل أول وصول لقمة الجبل عام 1870.